# 576p

Resoluciones de vídeo

576p es el nombre corto para una de las categorías de los modos de vídeo. El número 576 representa 576 líneas horizontales de resolución de pantalla, mientras que la letra p significa barrido progresivo. 576p es la Resolución SDTV más alta, y a partir de 720p, se le considera como HD, pero si es 576p con una tasa de bits de 8128kbit/s o mayor, se podría considerar HD. Los kbit/s máximos (lossless) para PAL (768x576~25fps) es 10800kbit/s.

## Visión general

### Resoluciones
Existen otras resoluciones clasificadas como 576p, es decir, distintas relaciones de aspecto:

720x576 - 5:4; 414.720 píxeles; usado sobre todo en los principios de los 70s.   

768x576 - 4:3; 442.368 píxeles; usado sobre todo en los 70s y 80s.   

1024x576 - 16:9; 589.824 píxeles; usado sobre todo a partir del cambio de 4:3 a 16:9, a mediados de los principios de los 2000s.

## Historia

### Predecesor
540p es el nombre corto para una de las categorías de los modos de vídeo.

### Sucesor
720p es el nombre corto para una de las categorías de los modos de vídeo, usado principalmente en la televisión de alta definición (HDTV).